# Слобідське (Лозівський район)
Слобідське (до 2016 — Правда) — селище в Україні, у Лозівському районі Харківської області. Населення становить 960 осіб. Входить до складу Олексіївської сільської громади.

## Географія
Селище Слобідське знаходиться на відстані 3 км від Берекського водосховища (річка Берека). Селище оточене великим садовим масивом.

## Історія
- 1929 — дата заснування.